# Riegner-Telegramm

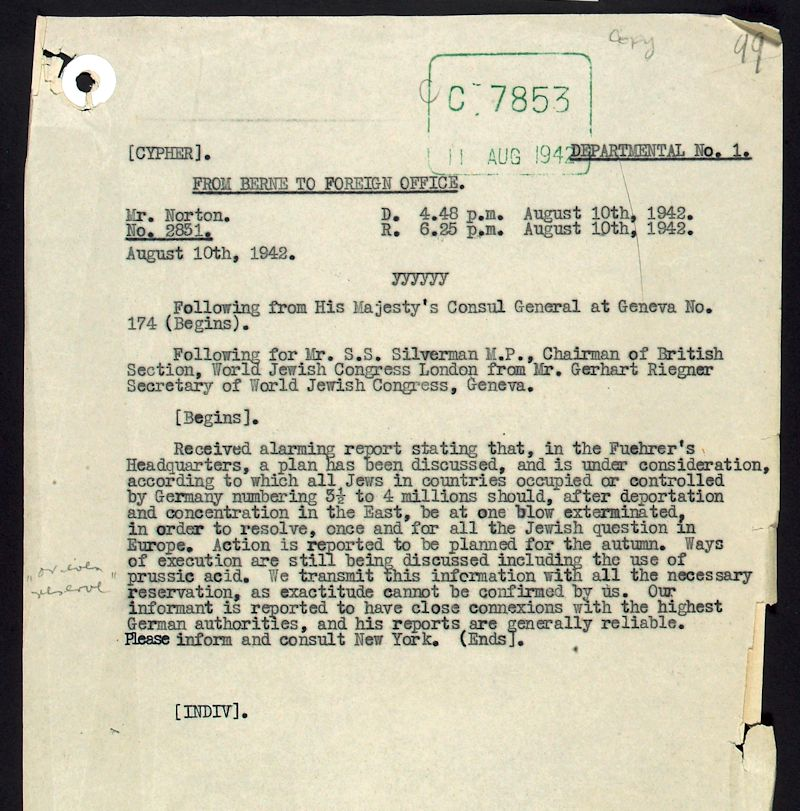
Am 10. August 1942 weitergeleitetes Riegner-Telegramm

Das Riegner-Telegramm (auch Riegner-Bericht genannt) vom 8. August 1942 war die vermutlich erste Mitteilung an die Alliierten über die beginnende Judenvernichtung in Polen (Aktion Reinhardt) durch einen glaubwürdigen deutschen Informanten. Der Absender war Gerhart M. Riegner, Büroleiter des Jüdischen Weltkongresses in Genf. Der deutsche Industrielle Eduard Schulte hatte Riegner über die so genannte „Endlösung“ informiert. Das Telegramm fand zunächst keinen Glauben bei den Alliierten.
Über britische und amerikanische diplomatische Kanäle schickte er nach London und Washington folgenden, hier aus dem Englischen übersetzten Text:

„Erhielten alarmierenden Bericht, im Führerhauptquartier sei ein Plan diskutiert worden und werde erwogen, alle Juden in von Deutschland besetzten oder kontrollierten Ländern, Anzahl dreieinhalb bis vier Millionen, nach Deportation und Konzentration im Osten mit einem Schlag auszurotten und damit die jüdische Frage in Europa ein für allemal zu lösen. Es wird berichtet, Aktion sei geplant für den Herbst. Über Methoden wird noch diskutiert, darunter auch Blausäure. Wir übersenden diese Information unter allem gebotenen Vorbehalt, da Genauigkeit von uns nicht überprüft werden kann. Unser Informant soll enge Verbindungen mit höchsten deutschen Behörden haben, und seine Berichte sind im Allgemeinen zuverlässig. Bitte New York informieren und befragen.“

Obwohl bereits Nachrichten über Massenexekutionen in Polen und an der Ostfront in Europa nach England und in die USA gedrungen waren, wertete das amerikanische State Department den Inhalt des Telegramms als „wildes, von jüdischen Ängsten inspiriertes Gerücht“; das Foreign Office (Außenministerium) leitete das Telegramm erst einmal nicht weiter. Erst am 28. August 1942 gelangte es zum Leiter des Jüdischen Weltkongresses in New York, dem Rabbiner Stephen Wise, der daraufhin Felix Frankfurter, einen Richter am Supreme Court, informierte. Dieser sorgte dafür, dass der Bericht ins White House gelangte. Auch der Vatikan und das IKRK wurden informiert. Beide hätten geltend gemacht, die Glaubwürdigkeit des Berichts nicht überprüfen zu können.
Die danach erarbeitete und ab dem 17. Dezember 1942 veröffentlichte Interalliierte Erklärung zur Vernichtung der Juden machte jedoch den nunmehr umfassenden Kenntnisstand der Alliierten deutlich. Das State Department verhinderte Hilfsleistungen und unterdrückte weitere Informationsweitergaben zum Holocaust in Europa. Ende 1943 wurde Finanzminister Henry Morgenthau von seinen Mitarbeitern mit einem Bericht konfrontiert, der die ständigen Bemühungen des State Department offenlegte, Informationen über den Holocaust zu verheimlichen und die Einleitung von Rettungsbemühungen zu behindern (Report to the Secretary on the Acquiescence of This Government in the Murder of the Jews). Darauf angesprochen kam Präsident Roosevelt Anfang 1944 dem Vorschlag von Morgenthau nach, das War Refugee Board zu gründen.